# Al-Mansûr Sayf ad-Dîn Abu-Bakr
Pour les articles homonymes, voir Al-Mansur et Sayf ad-Dîn.
Al-Mansûr Sayf ad-Dîn Abû Bakr est un sultan mamelouk bahrite d’Égypte, premier fils d'An-Nâsir Muhammad à régner en 1341. Son frère Al-Ashrâf Ala ad-Dîn Kûjuk lui succède.

## Biographie
L'aîné des fils d'An-Nâsir Muhammad est mort quelques mois avant son père. Ce dernier élimine le second car il est trop frivole pour régner aussi c'est Al-Mansûr Sayf ad-Dîn Abu-Bakr qui lui succède.
Al-Mansûr Sayf ad-Dîn Abû Bakr est le premier à succéder à son père. Sa brutalité va s’exprimer dès le début de son règne. Il fait clouer le chamelier de son père sur le dos d’un chameau et fait égorger ses enfants. Après quelques semaines de règne, il est destitué et exilé en Haute-Égypte. Son frère Al-Ashrâf Ala ad-Dîn Kûjuk qui n'a que six ans lui succède.